# منبا
منبا (به اسپانیایی: Moneva) یک دهستان در اسپانیا است که در استان ساراگوسا واقع شده‌است. منبا ۶۱ کیلومتر مربع مساحت و ۱۲۸ نفر جمعیت دارد و ۶۵۹ متر بالاتر از سطح دریا واقع شده‌است.